# Diocèse de Worcester (États-Unis)
Ne doit pas être confondu avec Diocèse de Worcester.
Le diocèse de Worcester (en Latin: Dioecesis Wigorniensis), est un diocèse catholique de Nouvelle-Angleterre à l'est des États-Unis. Son siège est à la cathédrale Saint-Paul de Worcester, dans le Massachusetts.

## Historique
Le diocèse a été érigé canoniquement par Pie XII, 14 janvier 1950 par détachement de celui de Springfield. Il est suffragant de l'archidiocèse de Boston.

## Territoire
Son territoire actuel couvre le centre de l'état du Massachusetts et comprend uniquement le comté de Worcester.

## Lieux et édifices remarquables
Outre la cathédrale Saint-Paul de Worcester, la basilique Saint-Joseph de Webster relève également de la juridiction diocésaine.

## Évêques
- 28 janvier 1950 - 23 janvier 1959 : John Wright (John Joseph Wright)
- 8 août 1959 - 31 mars 1983 : Bernard Flanagan (Bernard Joseph Flanagan)
- 1er septembre 1983 - 27 octobre 1994 : Timothy Harrington (Timothy Joseph Harrington)
- 27 octobre 1994 - 9 mars 2004 : Daniel Reilly (Daniel Patrick Reilly)
- depuis le 9 mars 2004 : Robert McManus (Robert Joseph McManus)

## Source
- (en) Cet article est partiellement ou en totalité issu de l’article de Wikipédia en anglais intitulé « Roman Catholic Diocese of Worcester » (voir la liste des auteurs).